# Tyronn Lue
Tyronn Jamar Lue (* 3. Mai 1977 in Mexico, Missouri) ist ein ehemaliger US-amerikanischer Basketballspieler und danach -trainer in der NBA. Lue spielte zwischen 1998 und 2009 auf der Point-Guard-Position. Als Trainer gewann er 2016 mit den Cleveland Cavaliers die Meisterschaft. Seit 2020 ist er Head Coach der Los Angeles Clippers.

## Spielerkarriere
Lue begann seine NBA-Karriere 1998, nachdem er bei der NBA-Draft 1998 von den Denver Nuggets an 23. Stelle ausgewählt und direkt zu den Los Angeles Lakers abgegeben wurde. Mit den Lakers gewann er als Reservist 2000 und 2001 die NBA-Meisterschaft. Eine tragende Rolle kam ihm dabei bei den NBA-Finals 2001 zu, wo er aufgrund seiner Schnelligkeit Allen Iverson verteidigte. Er verließ die Lakers 2001 und wechselte zu den Washington Wizards, wo er eine größere Rolle einnahm und sich verbesserte. In der Saison 2003–04 war er Starting Point Guard der Orlando Magic. Er wurde jedoch im Sommer 2004 als Teil eines Transfers um Tracy McGrady zu den Houston Rockets transferiert. Für Jon Barry wurde er mitten in der Saison nach Atlanta abgegeben. Bei den schwachen Hawks übernahm er die Rolle des Point Guards und spielte trotzt ausbleibenden Teamerfolg seine beste Zeit und erzielte in vier Jahren 11,0 Punkte und 3,6 Assists pro Spiel. Die letzten beiden NBA-Jahre verbrachte er als Reservist bei den Dallas Mavericks, Milwaukee Bucks und Orlando Magic.

## Trainerkarriere
Direkt nach Beendigung seiner Spielerkarriere wurde Lue zunächst Direktor für Spielerentwicklung bei den Boston Celtics. Nach vier Jahren wechselte er 2013 zu den Los Angeles Clippers, wo er Assistenztrainer unter Doc Rivers wurde. 2014 wechselte er zu den Cleveland Cavaliers, wo er unter David Blatt der bestbezahlte Assistenztrainer der NBA wurde. Blatt wurde am 22. Januar 2016 als Trainer von den Cavaliers entlassen, womit Lue seinen Posten übernahm. Er gewann wenige Monate nach seiner Amtsübernahme mit den Cavaliers die NBA-Meisterschaft. Er war nach Steve Kerr aus dem Vorjahr erst der zweite Rookietrainer, der die Meisterschaft in seinem ersten Jahr gewinnen konnte. 2017 und 2018 erreichte Lue mit den Cavaliers erneut das Finale, unterlag jedoch in beiden Jahren den Golden State Warriors. Mit dem Abgang von Superstar LeBron James und den darauffolgenden Fehlstart in die Saison 2018–19, wurde Lue nach sechs Auftaktniederlagen von den Cavaliers entlassen. Seit der Saison 2019–20 ist er bei den Los Angeles Clippers als Assistenztrainer tätig. Am 15. Oktober 2020 machten die Los Angeles Clippers Lue zu ihrem Head Coach.